# Puchar Polski w piłce nożnej (1997/1998)
Puchar Polski w piłce nożnej mężczyzn 1997/1998 – 44. edycja rozgrywek mających na celu wyłonienie zdobywcy Pucharu Polski, który uzyskał tym samym prawo gry w I rundzie Pucharu Zdobywców Pucharów w sezonie 1998/1999. Mecz finałowy odbył się na Stadionie Miejskim w Poznaniu.
Tytuł zdobyła Amica Wronki, dla której był to pierwszy tryumf w historii klubu.

## Runda Wstępna
Mecze zostały rozegrane 26 czerwca 1997.
Wisłoka Dębica – Tłoki Gorzyce 1-0
Sandecja Nowy Sącz – Stal Sanok 1-0
Bucovia Bukowa – Jagiellonia Tuszyn 2-0
Granica Dorohusk – Łada Biłgoraj 2-1
Wkra Żuromin – Stomil II Olsztyn 3-1
Urząd Celny Białystok – Mazur Ełk 5-3
Radomiak Radom – KS Lublinianka 1-0
Ceramika Białaczów – Raków II Częstochowa 1-0
Bug Wyszków – Olimpia Zambrów 1-0

## I runda
Mecze zostały rozegrane w dniach 30–31 lipca i 2–3 sierpnia 1997.
Urania Ruda Śląska – Odra Opole 1-4
Kryształ Stronie Śląskie – KemBud Jelenia Góra 2-3, po dogr.
Stolem Gniewino – Gwardia Koszalin 3-4
GKS Kołczygłowy – Chemik Bydgoszcz 0-7
Wkra Żuromin – Zatoka Braniewo 1-2
Kania Gostyń – Pogoń Świebodzin 0-5
Legia Chełmża – Jagiellonka Włocławek 1-0
Wisłoka Dębica – Stal Rzeszów 2-0
KS Sokołów Podlaski – Gwardia Warszawa 3-1, po dogr.
Urząd Celny Białystok – Bug Wyszków 2-0
Kuźnia Jawor –  Polar Wrocław 1-6
Amica II Wronki – Lech II Poznań 3-0
Czarni Witnica – Flota Świnoujście 1-2
Granica Dorohusk – AZS Podlasie Biała Podlaska 1-3
Sandecja Nowy Sącz – Polonia Przemyśl 1-2
Stoczniowiec Płock – Bucovia Bukowa 0-3
Radomiak Radom – Pelikan Łowicz 3-4
Piast Błaszki –  Ceramika Białaczów 1-2
Tur Turek – Marko Walichnowy 0-4

## II runda
Mecze zostały rozegrane 12 i 13 sierpnia 1997.
Flota Świnoujście – Lechia Zielona Góra 2-1
Gwardia Koszalin – Pogoń Szczecin 0-1
Zatoka Braniewo – Elana Toruń 3-0
Chemik Bydgoszcz –  Aluminium Konin 0-3
Urząd Celny Białystok –  Górnik Łęczna 3-4
KS Sokołów Podlaski –  Avia Świdnik 1-5
AZS Podlasie Biała Podlaska – Hetman Zamość 2-0
Pelikan Łowicz – Petrochemia Płock 0-6
Amica II Wronki – Chemik Police 0-1
Pogoń Świebodzin – Varta Namysłów 5-3, po dogr.
Legia Chełmża – Świt Nowy Dwór Mazowiecki 2-0
Bucovia Bukowa – Wawel Kraków 3-0
Marko Walichnowy – Groclin Grodzisk Wielkopolski 2-4
Ceramika Białaczów – KSZO Ostrowiec Świętokrzyski 0-8
Polar Wrocław – Polonia/Szombierki Bytom 3-1
KemBud Jelenia Góra – Naprzód Rydułtowy 2-1
Odra Opole – Ceramika Opoczno 3-1
Polonia Przemyśl – Unia Tarnów 1-2, po dogr.
Wisłoka Dębica – Stal Stalowa Wola 0-2
Pasjonat Dankowice – Ruch Radzionków 0-4
Lechia Gdańsk – Jeziorak Iława 1-3
Chrobry Głogów –  Krisbut Myszków 1-3 (Augustyniak 43' - Minkina 3' 59'(k), Kamiński 40')
GKP Gorzów Wielkopolski – Miedź Legnica 1-0
Polonia/Szombierki II Bytom – KP Wałbrzych 1-0
Siarka Tarnobrzeg – Cracovia 1-0
Pomezania Malbork – Zawisza Bydgoszcz 0-2
Dolcan Ząbki – RKS Radomsko 0-1
Stal Mielec – Okocimski KS Brzesko 0-3 (wo)

## III runda
Mecze zostały rozegrane 27 sierpnia 1997.
Avia Świdnik – KSZO Ostrowiec Świętokrzyski 1:2 (Gamla 45' – Brytan 4' Żelazowski 57')

Chemik Police – Dyskobolia Grodzisk Wielkopolski 2:4 (Blasius 55' Hryszczenko 69' – Juraszek 57' Soczyński 62' Suchomski 67' 90')

Ruch Radzionków – RKS Radomsko 1:0 (Kompała 55')

Podlasie Biała Podlaska – Stal Stalowa Wola 1:2 (Pawłowski 46' – Dec 27' Klempka 40')

Bucovia Bukowa – Unia Tarnów 1:0 (Gębura 50')

Flota Świnoujście – Aluminium Konin 1:4 (Sawicki 75' – Górski 31' Bugaj 55' Jaskot 81' Witek 85')

GKP Gorzów Wielkopolski – Pogoń Szczecin 1:4 (Kryński 59' – Niciński 18' 73' Mandrysz 60' Moskalewicz 68')

Krisbut Myszków – Petrochemia Płock 0:4 (Sobczak 26' Miąszkiewicz 29' Małocha 31' 33')

Legia Chełmża – Jeziorak Iława 0:1 (Preis 64')

Pogoń Świebodzin – KemBud Jelenia Góra 1:0 (Warchoł 70')

Polar Wrocław – Odra Opole 1:0 (Tryba 43')

Polonia/Szombierki II Bytom – Okocimski Brzesko 2:1 (Galuch 15' Korzan 88'k. – Trestka 65')

Siarka Tarnobrzeg – Górnik Łęczna 0:1 (Feliksiak 30')

Zatoka Braniewo – Zawisza Bydgoszcz 1:7 (Nowosielski 89' – Rzepa 22' Konon 23' 59' Burlikowski 26' Krygier 62' Tomziński 86' Myśliński 88')

## 1/16 finału
Mecze zostały rozegrane 10 września 1997.
GKS Bełchatów – Raków Częstochowa 2:1 (Patalan 53' Krzynówek 75' – Skwara 79')

Pogoń Świebodzin – Amica Wronki 1:3 dogr. (Warchoł 83' – Dubiela 82' Król 97' Kryszałowicz 106')

Stomil Olsztyn – Dyskobolia Grodzisk Wielkopolski 3:1 (Jasiński 64' Klimek 67' 72' – Kaziów 86')

Śląsk Wrocław – Górnik Zabrze 0:1 (Kuźba 79')

Aluminium Konin – Wisła Kraków 2:0 (Górski 17' Witek 90')

Bucovia Bukowa – Legia Warszawa 0:3 (Sokołowski I 8' Mięciel 28' Zeigbo 63')

Górnik Łęczna – ŁKS Łódź 1:0 (Szczytniewski 25')

Hutnik Kraków – Odra Wodzisław Śląski 1:4 (Domarski 83' – Jegor 25' Polak 30' Nosal 44' Bałuszyński 75')

Jeziorak Iława – Lech Poznań 1:2 (Radziński 26' – Piskuła 18'k. Bykowski 78')

Polar Wrocław – Widzew Łódź 1:0 (Kamiński 13')

Polonia/Szombierki II Bytom – GKS Katowice 0:2 (Wojciechowski 62' Kubisz 84')

Ruch Radzionków – KSZO Ostrowiec Świętokrzyski 1:0 dogr. (Janoszka 112')

Stal Stalowa Wola – Polonia Warszawa 1:2 (Gołubka 7' – Ruta 61' 71')

Zagłębie Lubin – Petrochemia Płock 2:3 (Krzyżanowski 29' Molongo 36' – Małocha 23' Miąszkiewicz 45' Remień 75')

Zawisza Bydgoszcz – Pogoń Szczecin 0:2 (Niciński 25' Moskalewicz 86')
Ruch Chorzów – wolny los

## 1/8 finału
Mecze zostały rozegrane 12 listopada 1997.
Ruch Radzionków – Ruch Chorzów 2:1 (Cegiełka 38' Galeja 54' – Wiechowski 33')

Górnik Zabrze – Stomil Olsztyn 2:1 (Kuźba 27' 54' – Nowak 37')

GKS Katowice – Petrochemia Płock 2:1 (Wojciechowski 5'k. Moskal 26' – Remień 65')

Polar Wrocław – Polonia Warszawa 1:2 (Piwowar 79' – Pawlak 13' Tarachulski 52')

Górnik Łęczna – Lech Poznań 2:2, k. 2:4 (Szczytniewski 7' Nazaruk 61' – Reiss 74' Piskuła 83')

Aluminium Konin – Odra Wodzisław Śląski 2:1 (Kolasa 49' Bugaj 68' – Paluch 51')

Amica Wronki – Legia Warszawa 3:0 (Sokołowski II 19' Bajor 54' Król 69')

GKS Bełchatów – Pogoń Szczecin 3:1 (Rzeźniczek 21' Chwiałkowski 34' 88' – Dymkowski 84')

## Ćwierćfinały
Mecze zostały rozegrane 15 kwietnia 1998.
Polonia Warszawa – Lech Poznań 1:0 (Mikulėnas 19')

Aluminium Konin – GKS Katowice 1:0 (Oleszek 56')

Górnik Zabrze – Ruch Radzionków 1:1, k. 7:6 (Urban 50'k. – Janoszka 86'k.)

GKS Bełchatów – Amica Wronki 1:2 dogr. (Jakóbczak 24' – Jackiewicz 83' Kalita 95')

## Półfinały
Mecze zostały rozegrane 13 maja 1998.
Aluminium Konin – Polonia Warszawa 0:0, k. 7:6

Amica Wronki – Górnik Zabrze 3:1 dogr. (Motyka 58' Jackiewicz 91' Król 108' – Urban 45')

## Finał
| 13 czerwca 1998 17:35 | Amica Wronki · Przerada 35' · Kryszałowicz 44' (k.) · Jackiewicz 88' · Sokołowski II 98' · Król 116' | 5:3 (Dogrywka)2:2, 3:3Raport | Aluminium Konin · 17' Wojciechowski · 33' Czachowski · 75' Bugaj | Stadion Miejski, Poznań Widzów: 3 000 Sędzia: Marek Kowalczyk (Lublin) |
|                       | |                              |                                                                  |                                                                        |

| Puchar Polski w piłce nożnej 1997/1998 Zwycięzcy |
| ------------------------------------------------ |
| Amica Wronki 1. Tytuł                            |